# Murat Günak
Murat Günak, turkisk-tysk designer, designchef för Volkswagen AG 2004-2007
Murat Günak tog över efter Hartmut Warkuss. Murat Günak har tidigare arbetat som designer för Peugeot och Mercedes-Benz personbilar.
Murat Günaks familj flyttade till Tyskland när Günak var 16 år gammal. Han studerade design i Kassel och har en Master of Automotive Design från Royal College of Arts i London. Han gick praktik hos Bruno Sacco på Mercedes-Benz. 1993 blev han tysk medborgare.
Günak slutade på Volkswagen 1 februari 2007 och Walter de'Silva blev hans efterträdare.